# Janek Tombak
Janek Tombak est un cycliste estonien né le 22 juillet 1976 à Poltsamaa (Estonie).

## Biographie
Janek Tombak debute le cyclisme à l'âge de douze ans au club de Lillvere. Il passe aussi par l'équipe amateur Vendée U. Il passe professionnel en 1999 dans l'équipe française Cofidis, dans laquelle il restera sept ans. Il a été vainqueur d'étapes au sprint sur plusieurs courses, et a notamment remporté le Tour de Picardie en 2005. Il a également été champion d'Estonie sur route à deux reprises.
Sélectionné en équipe d'Estonie pour l'épreuve en ligne des championnats du monde en 2003 à Hamilton, il prit la dixième place.
Il a participé à deux Tours de France, en 2004 et 2005, durant lesquels il a travaillé pour le sprinter de l'équipe Cofidis, Stuart O'Grady.
Alors que Cofidis se trouve mêlée à une affaire de dopage, l'un des principaux protagonistes de cette dernière, Philippe Gaumont, écrit à propos de Janek Tombak qu'il fut chez Cofidis l'un des deux coureurs qui ne prenaient pas de produits, avec David Moncoutié.
Il est membre de l'équipe belge Jartazi de 2006 à 2008. À la fin de la saison 2009, il met un terme à sa carrière avant de recourir en 2012 pour Geofco-Ville d'Alger.

## Palmarès
- 1994
  - Classement général du Tour de Lorraine juniors
  - Tour du Beaujolais et Val de Saône
- 1995
  - Circuit de la vallée de la Loire
  - Pédale d'Or de Ligugé
  - 2e du Circuit des plages vendéennes
  - 3e du Circuit du Bocage vendéen
- 1996
  - Circuit des plages vendéennes :
    - Classement général
    - 3e et 4e étapes

  - 2e du championnat d'Estonie sur route
- 1997
  - 2e de la Ronde mayennaise
- 1998
  - Circuit des plages vendéennes :
    - Classement général
    - 2e étape

  - Annemasse-Bellegarde et retour
  - Paris-Épernay
  - Pédale d'Or de Ligugé
  - 2e du Circuit de Vendée
  - 2e du championnat d'Estonie sur route
  - 6e du championnat d'Europe sur route espoirs
- 2000
  - 3e et 4ea étapes du Tour de Hesse
  - 6e étape du Tour de l'Avenir
  - 3e du championnat d'Estonie sur route
- 2001
  -  Champion d'Estonie sur route
  - 2e étape des Deux Jours des Éperons d'or
  - 2e du Circuit du Brabant wallon
  - 3e du Grand Prix Rudy Dhaenens
- 2002
  - 1re et 2e étapes du Grand Prix Mosqueteiros-Rota do Marquês
  - 2e étape des Quatre Jours de Dunkerque
  - Prologue et 2e étape du Saaremaa Velotuur
  - 2e étape du Grande Prémio do Minho
  - 3e étape du Tour de Pologne
  - 2e du Grand Prix de la ville de Zottegem
  - 3e du championnat d'Estonie sur route
- 2003
  -  Champion d'Estonie sur route
  - 1re étape du Route du Sud
  - 3e du championnat d'Estonie du contre-la-montre
  - 10e du championnat du monde sur route
- 2004
  - 3e étape du Tour du Danemark
  - 2e du championnat d'Estonie sur route
- 2005
  - Classement général du Tour de Picardie
  - EOS Tallinn GP
  - 3e du championnat d'Estonie sur route
- 2006
  -  Champion d'Estonie du critérium
  - EOS Tallinn GP
- 2007
  - Halle-Ingooigem
  - 4e étape du Tour de Picardie
  - 3e étape des Boucles de la Mayenne
  - 2e étape du Saaremaa Velotour
  - 2e du Tour de Picardie
  - 2e du Grand Prix Jef Scherens
  - 3e de Cholet-Pays de Loire
  - 3e du Circuit de Campine
- 2008
  - Cholet-Pays de Loire
  - 2e du Grand Prix Jef Scherens
  - 2e du Grand Prix de la Somme
- 2009
  - Classement général des Boucles de la Mayenne
  - 2e de la Boucle de l'Artois
  - 3e du SEB Tartu GP
  - 3e du Kreiz Breizh Elites
- 2012
  - Porvoon Ajot
- 2013
  - 3e du championnat d'Estonie du critérium

## Résultats sur les grands tours

### Tour de France
2 participations
- 2004 : abandon (17e étape)
- 2005 : 153e

### Tour d'Espagne
1 participation
- 2001 : abandon

## Classements mondiaux
| Année           | 2006 | 2007 | 2008 | 2009 | 2010 | 2011 | 2012  |
| --------------- | ---- | ---- | ---- | ---- | ---- | ---- | ----- |
| UCI Africa Tour |      |      |      | 93e  |      |      |       |
| UCI Europe Tour | 191e | 9e   | 11e  | 96e  |      |      | 1099e |